# عقد 500 هـ
عقد 500 هـ هو الفترة بين عام 500 إلى 509 في التقويم الهجري، أي العشر سنوات الأولى من القرن السادس الهجري.